# Zilim
Zilim (rus. Зилим, baškirski: Езем) – rijeka u Išimbajskom i Gafurijskom rajonu, Baškirija u Rusiji, desni pritok rijeke Belaje.

## Opis
Duljine 215 km i površine porječja 3280 km². 6 km zapadno od sela Kulgunino. Utječe u rijeku Belaju 585 riječnih km od njezinog ušća kod sela Sart-Nauruzovo.
Zilim je u gornjem dijelu toka uska i duboka rijeka, širine samo 3 – 4 metra.
Rijeka Zilim je pokrivena stoljetnim šumama, teče od istočnih padina grebena Zilmerdaka (južni Ural) – njegova je ljepota nadaleko poznata izvan Baškirije. Ona ima mnogo brzaca, gazova različite razine složenosti. Ljeti je moguć rafting od ušća malih rijeka, Mali i Veliki Šišenjak, 154 km do ušća. U sredini travnja led se raspada oslobađajući rijeku nakon 5 dana. Razdoblje niske vode počinje krajem svibnja i nastavlja se do prve polovice lipnja.
Riječni reljef podijeljen je u tri dijela:
Prvi dio (61 km) prostire se od gornjeg toka do ušća rijeke Veliki Šišenjak, zatim, počevši od sela Butaeva najsloženiji dio rijeke (32 km) započinje. Rijeka meandrira, ima kameno dno i šljunčane obale na kojima stijene ("Ostantsy") ustati. Njegova širina se kreće od 10 do 20 metara s dubinom tijekom sušnog razdoblja manjom od jednog metra tekući brzinom od 0.2 m/s na bazenima i 1.2 m/s na gazovima. U proljeće prosječna dubina na gazovima i brzacima doseže 1 – 2 metara, a brzina se povećava do 3m/sekundi. Ispod sela Butaeva je najsloženiji brzac – Kysykskii Proryv.
Drugi dio (100 km) polazi od ušća rijeke Veliki Šišenjak do sela Tash-Asty (na suprotnoj obali – selo Imendyashevo), nakon čega Zilim teče po ravnici. Špilja "Pobeda" smještena je 4 km prije mjesta Tash-Asty. U drugom dijelu, u smjeru rijeke promjene dvaput – u početku teče prema sjeveru do sela Zirecla, a zatim prema zapadu do sela Tash-Asty. Širina riječne doline varira od 200 metara do 1,5 km u blizini sela Zirecla dok je širina riječnog korita samo 12 do 50 metara. Tijekom razdoblja suše dubina se mijenja od 0,2 do 1,7 metara, a brzina na ravnicama – 0,3 – 1,5 m/s. Na dnu rijeke je sitno kamenje i hridi s ponekim šljunčanim plažama na obali.
Treći dio (57 km) proteže sve do ušća s rijekom Belajom. Ovdje je Zilim tipična ravničarska rijeka, s livadama i obrađenim poljima uz obale, blizu ušća se pojavljuju bjelogorične šume. U ovom dijelu, puna je rijeka teče s otvorenim zavojima – često sa sela koji se nalazi na obali, duge bazena i ravnicama, šljunčana i otocima – neki prekriveni šumama.

## Turizam
Po Zilimu prolazi jedna od najpopularnijih vodnih turističkih ruta, pogodan je za rafting. Popularnosti pridonosi niska složenost rute, prometna dostupnost i obilje lijepih mjesta. Među njima se ističe stijena Mambet. Ostale atrakcije su: stijena Kuzganak te prag Kysyk. Rijeka ne predstavlja ozbiljnu opasnost i sigurno se može ići s iskustvom od 3,2 stupnja obučenosti. Zilim posjeduje i dobre brzice s kamenjem po njima te ostale prepreke.
Na rijeku dolaze deseci turista iz Magnitogorska, Perma i Ufe. Nniz cijelu obalu su stijene i jelove šume.

## Pritoci Zilima
- Zigaza
- Mali Šišenjak
- Veliki Šišenjak
- Veliki Revat
- Takaty
- Mendim

## Vanjske poveznice
|  | Zajednički poslužitelj ima još gradiva o temi Zilim |

- Rijeka Zilim. – Cijeli Južni Ural (rus.)